# Andreu Sala
Andreu Sala   (la Sala de Linya, p. 1627 - Cardona, p. 1700) va ser un dels escultors més importants del barroc català. Moltes de les seves obres van ser destruïdes durant la Guerra Civil (1936-1939) fet que ha dificultat molt el seu estudi. La seva biografia està plena d'interrogants i buits documentals. Es pot resseguir sobretot a partir dels contractes de les seves obres i d'algunes informacions disperses i no sempre coincidents.

## Biografia
Històricament s'ha afirmat que va néixer el 1627, però no es pot descartar la hipòtesi que ho fes entre els anys 1640 i 1655. L'historiador Juan Agustín Ceán Bermúdez -que, per cert, l'anomena erròniament Miquel Sala- afirma que el seu mestre va ser Francesc Santacruz Artigas, però les diferències d'estil i el fet que tinguessin gairebé la mateixa edat faria poc plausible aquesta hipòtesi, sent més probable en canvi que es formés sota la influència dels escultors Domènec Rovira el Jove i Francesc Grau. La primera dada documental certa que tenim és que el 1684 es troba a Barcelona perquè es casa amb Francisca Garrigó a l'església del Pi. D'aquest enllaç va néixer la seva filla, Francisca. El 1685, o sigui quan voltava la trentena, realitza la seva primera obra coneguda, el Retaule del Sant Crist dels Agudells a l'església actual de Sant Genís dels Agudells (Horta-Guinardó), obra destruïda en la Guerra Civil. El 1685 signa l'escultura exempta del Sant Aleix a Santa Maria del Mar. Un encàrrec del botiguer de teles i home devot Mateu Mascaró. Aquesta peça estava originalment al rerecor de l'església però després es va desplaçar a la cripta fins que va desaparèixer el 1936. Per sort s'han conservat fotografies que ens mostren una tipologia, la del sant jacent en estat d'èxtasi o moribund, que l'artista repetirà en altres peces posteriors. En dates properes realitza el Sant Gaietà de Thiene sobre pedra de Montjuïc que anava sobre la portada de l'antiga església del convent dels teatins a Barcelona i que, després de formar part del Museo Provincial de Antigüedades, passà a les col·leccions del Museu Nacional d'Art de Catalunya (MNAC). El 1686 contracta el treball escultòric del retaule major de l'antic convent de Sant Francesc de Paula de l'orde dels mínims, obra que va desaparéixer en la Desamortització de 1835 però que devia ser una peça important atès que va rebre l'elevada suma de 1.200 lliures barcelonines de l'època. En els mateixos anys, 1686-1689, realitza el Retaule major de Sant Antoni i Santa Clara (actualment a la parròquia de Sant Vicenç de Sarrià, essent l'únic retaule conservat de l'artista). Va ser policromat per Francesc Mas el 1691. La peça actual ha patit algunes modificacions fruit dels canvis d'ubicació (primer es trobava en el Convent de les clarisses, durant la Guerra Civil passà al Saló del Tinell i després anà a l'església de Sant Jaume) però tot i això és l'obra que millor ens permet veure les aportacions i l'estil de l'artista, com per exemple l'ús de l'ordre salomònic i la preferència per les talles de cos rodó o exemptes més que no pas el desenvolupament de plafons amb relleus.
El 1687 realitza l'important Sant Francesc Xavier de la catedral de Barcelona, escultura del sant jesuita que es troba dins la capella de Sant Pacià, sobre la mesa d'altar (on hi ha el retaule del contemporani seu Joan Roig I) i que, com el Sant Aleix, es tracta d'un sant jacent que, a més, està signat a la base amb la inscripció: “SALA E.P.T [esculpit] ANY. 1687”. És un dels pocs casos d'artistes catalans de l'època que signa les seves obres, fet que pot llegir-se com una reivindicació de la seva tasca artística més que no pas artesanal. Només per aquesta obra l'artista mereix ser recordat com un dels capdavanters de la plàstica barroca a Catalunya. Sense deixar la catedral, Andreu Sala realitza el 1688 el Rapte de Sant Ignasi, encàrrec del canonge de la Seu Francesc Amigant, que guardava vincles familiars amb els Amigant de Manresa que allotjaren al jesuita a principis del segle xvi. Durant anys la peça estigué a la capella del Crist de l'Empar al claustre de la catedral amb altres obres posteriors i es va repintar, fet que va implicar que perdés la policromia original. Actualment es troba a la capella de Santa Magdalena, Sant Bartomeu i Santa Isabel dins la Seu. El mateix any 1688 realitza un altre Sant Ignasi jacent i datat que es trobava a la cripta de l'església de Betlem fins que va desaparéixer en la Guerra Civil però del que almenys en ha restat alguna fotografia antiga (Fulls parroquials de Betlem d'octubre del 1925 i el Fons Salvany de la Biblioteca de Catalunya).

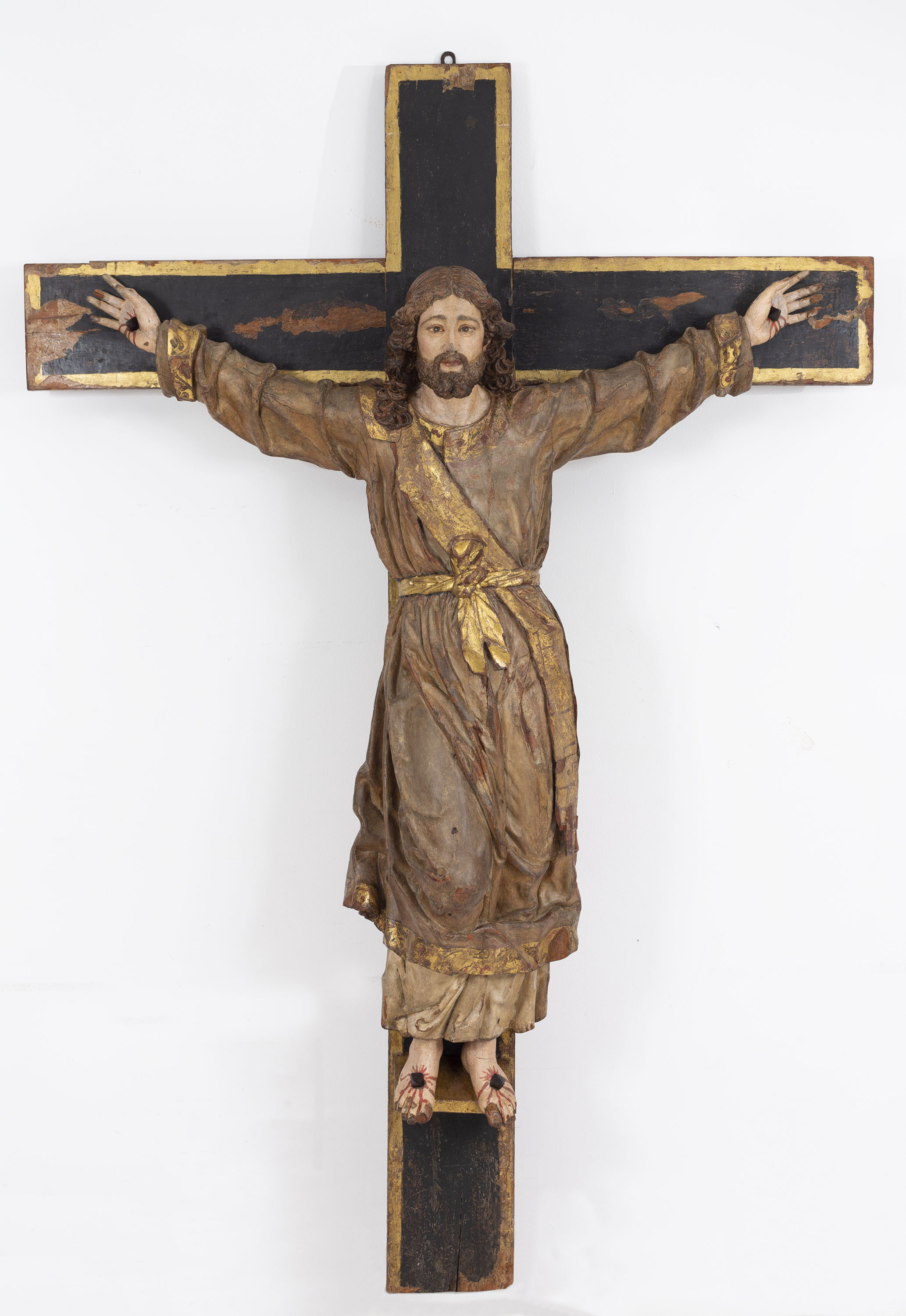
Santa Lliberada. Andreu Sala. Cap a 1689. MNAC

Cèsar Martinell dona notícia que en 1690 l'artista va fer un altre Sant Ignasi a Santa Maria del Mar però no tenim imatge, ni cap document que ho certifiqui, tan sols una antiga descripció recollida per Bassegoda. D'aquesta cronologia aproximadament déu ser la talla de Santa Lliberada potser provinent de l'antiga esclésia dels carmelites calçats de Barcelona. Aquesta inusual escultura de la santa portuguesa crucificada -que sovint es confon amb la de Crist en majestat o crucificat- va pertànyer a l'Antiguo Museo Provincial de Antigüedades i actualment es troba a les col·leccions del MNAC; com també ho és el Sant Guerrer, datat entre 1680 i 1700 i que potser formava part d'un retaule indeterminat. El 1692 la confraria de Velluters li encarrega quatre figures: una Verònica, un Porta-creu, un Simó Cirineu i un jueu, segurament per a la processó de Dijous Sant organitzada per la confraria de la Puríssima Sang de Jesucrist al Pi (obres perdudes). Després d'uns anys sense tenir notícies, el 1696 l'escultor treballa en el Retaule de Sant Crispí i Sant Crispinià al convent de Sant Francesc de Barcelona, obra promoguda per la confraria de joves sabaters de Barcelona (edifici que es trobava a l'actual Plaça del Duc de Medinacelli) però el cenobi va desaparéixer el 1837. El 1698 Sala treballa el Retaule de Sant Abdó i Sant Senén a la parròquia del Pi, obra patrocinada per la Confraria del Gremi d'Hortolans del Portal de Sant Antoni (malauradament perduda però de la que almenys s'ha conservat el contracte a l'Arxiu de Protocols de Barcelona). Se li pagaren 550 lliures. El retaule va ser substituït per un de nou dedicat a la Mare de Déu de la Mercè el 1885. El 20 de juny del 1936 els anticlericals destrosaren bona part de l'església del Pi fet que afectà les peces desmuntades de l'anterior retaule barroc.
Cap a 1699/1700 Andreu Sala torna a la comarca on va néixer i comença a treballar en el Retaule Major de Sant Miquel de Cardona, segurament la seva obra retaulística més ambiciosa. Un encàrrec del que malauradament disposem de poques informacions perquè es va perdre el 1936 però que sembla que ocupà l'artista forces anys i s'acabà cap al 1705/1706. Hi ha diverses hipòtesis al respecte: una que l'artista morís abans de la seva finalització o bé que l'hagués pogut veure acabat. Com sigui, la data i el lloc de mort d'Andreu Sala tampoc és clar documentalment. Bermúdez ho data en 1704 (però l'historiador sovint erra en les seves datacions). Cèsar Martinell, Josep Maria Madurell i Joan Bosch ho situen el 18 de gener del 1700, però no es pot descartar la hipòtesi que tingués lloc més tard potser cap a 1710 i molt segurament a la seva vila natal de Cardona (no pas a Barcelona). L'historiador local de Cardona Santi Perpinyà afirma que el 1707 Andreu Sala encara vivia allà perquè hi consta a l'acta del bateig del seu fillol Andreu Sala, fill de Pere Joan Sala de Linya i Maria, conjugues pagesos de la parròquia de Sant Andreu de Linya, al Navès (però ens falten referències documentals sòlides).
En cronologia incerta s'ha atribuït a la seva mà el Retaule Major del Monestir de Pedralbes, obra desmembrada el darrer terç del segle xix però de la que es conserva una fotografia i del que s'ha salvat la talla d'un Sant Josep amb el Nen avui a la parròquia de Sant Vicenç de Sarrià (donació d'una família de Sarrià els anys quaranta del segle XX).

## Estil

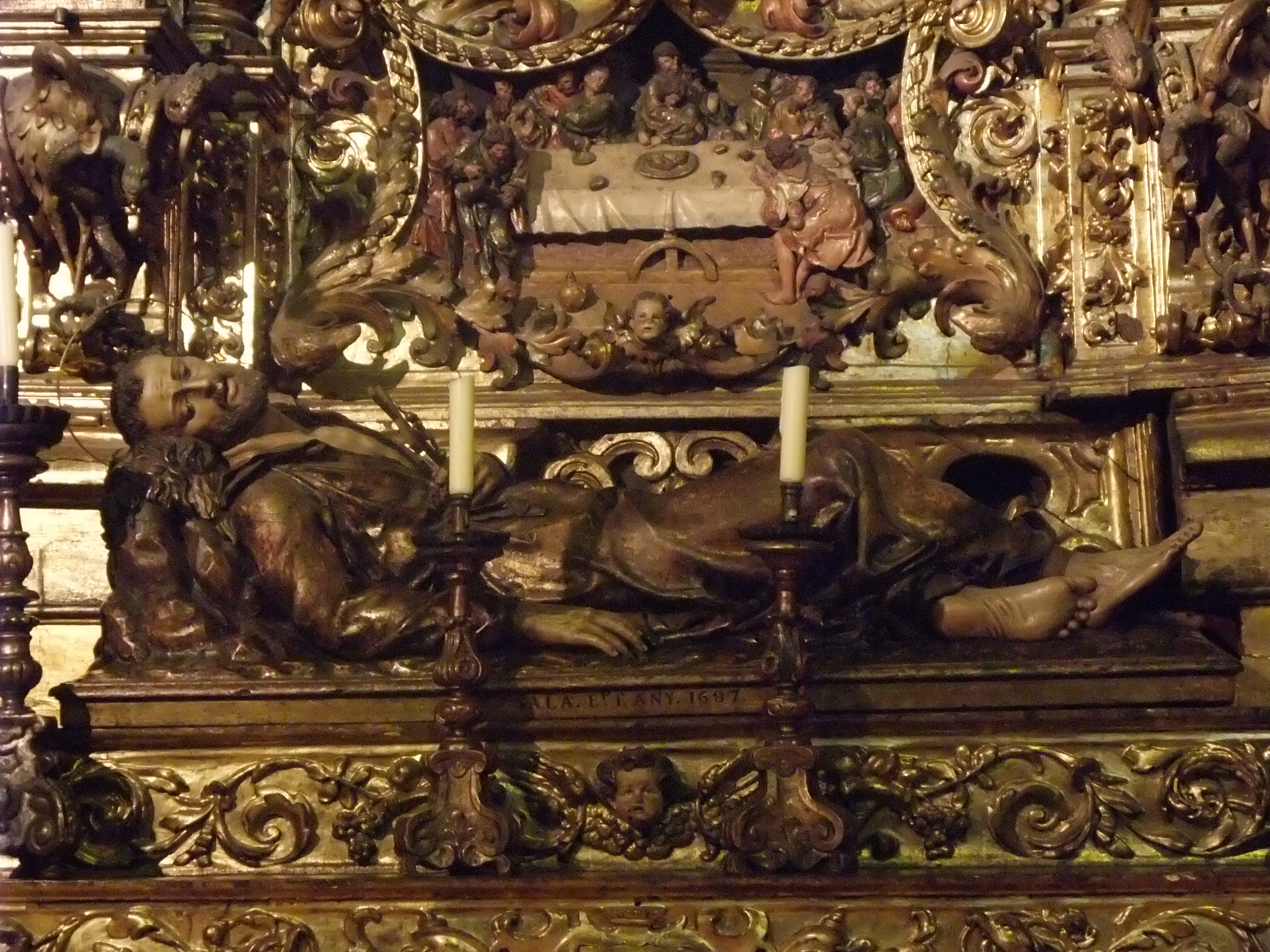
Sant Francesc Xavier, Andreu Sala, 1687, talla policromada, Catedral de Barcelona (capella de Sant Pacià)

Pot afirmar-se que Andreu Sala és el gran introductor a Catalunya de les fórmules de l'alt barroc romà, que en essència es caracteritzen per una plàstica persuasiva que pretén evocar el fervor religiós derivat de la Contrarreforma. Les seves figures palesen en molts casos l'expressivitat i espiritualitat dels sans místics de Gian Lorenzo Bernini (com l'Èxtasi de Santa Teresa, la Ludovica Abertoni) o d'altres escultors romans com Alessandro Algardi o Melchiorre Gaffà però sense abandonar del tot un estil que també es caracteritza pel naturalisme. Les boques entreobertes, les gesticulacions crispades i una tímida sensualitat són alguns dels trets particulars de les seves figures en talla, moltes d'elles treballades en fusta d'alba i realitzades a base d'engalzar peces a una estructura mare o cos principal. L'alt nivell assolit tècnicament però sobretot l'aplicació d'aquestes fórmules iconogràfiques tan lligades a la plàstica romana del segle xvii ha portat a alguns estudiosos a suggerir que aquests coneixements no es podien aprendre per via indirecta, és a dir a partir de gravats, sinó que havia de ser per via directa. Tanmateix la hipòtesi d'un possible viatge a Itàlia no ha estat provada atès que no s'ha documentat cap estada fora de Catalunya. En aquest punt la seva trajectòria coincideix amb la de l'imatger anterior Agustí Pujol el Jove, que malgrat no haver viatjat a Itàlia, resulta difícil d'explicar l'alta qualitat de les seves obres en un panorama que encara estava bastant gremialitzat. Andreu Sala degué conèixer bé l'obra de Domènec Rovira II i de Francesc Grau, deixebles directes del proto-barroc Agustí Pujol el Jove.
Les seves escultures destaquen per l'expressivitat i el dinamisme i també per algunes particularitats en els trets facials com les barbes ondulades, els cabells frondosos, els nasos allargats, els rostres fins, els llavis molsuts, però amb una captació molt propera al realisme. Pel que fa a la fàbrica dels retaules, com bé afirma Marta Grassot: no són ja pantalles explicatives, sinó cossos vius dins d'altres, una idea lluny del retaule com a aparell arquitectònic, ni tan sols vinculat a la pintura o al relleu, sinó més aviat com una massa homogènia que, a través de l'ordre salomònic, s'expressa de la manera més viva i dinàmica. També observem major preferència per l'ús de la figura exempta o de cos rodó davant l'ús dels relleus en plafons escultòrics.
La pèrdua de bona part del catàleg d'obres de l'escultor dificulta fer una evolució detallada de la seva trajectòria. Com sigui, la qualitat tècnica mostrada a les seves peces i el fet de ser l'introductor a Catalunya de les novetats de l'alt barroc romà el transformen en l'escultor barroc més important de la segona meitat del segle xvii. L'èxit de les seves fórmules i solucions tipològiques es pot apreciar en la trajectòria d'altres rellevants imatgers catalans com: Pau Costa, Josep Sunyer i Antoni Real, entre d'altres. Joan Ramón Triadó, l'equipara a Martínez Montañés, Alonso Cano i Pedro Roldán quan afirma: Només la manca d'un estudi sobre la seva obra, en part perduda, li barra el pas per assolir l'estima artística que es mereix amb escreix.

## Obres
Obres documentades cronològicament:

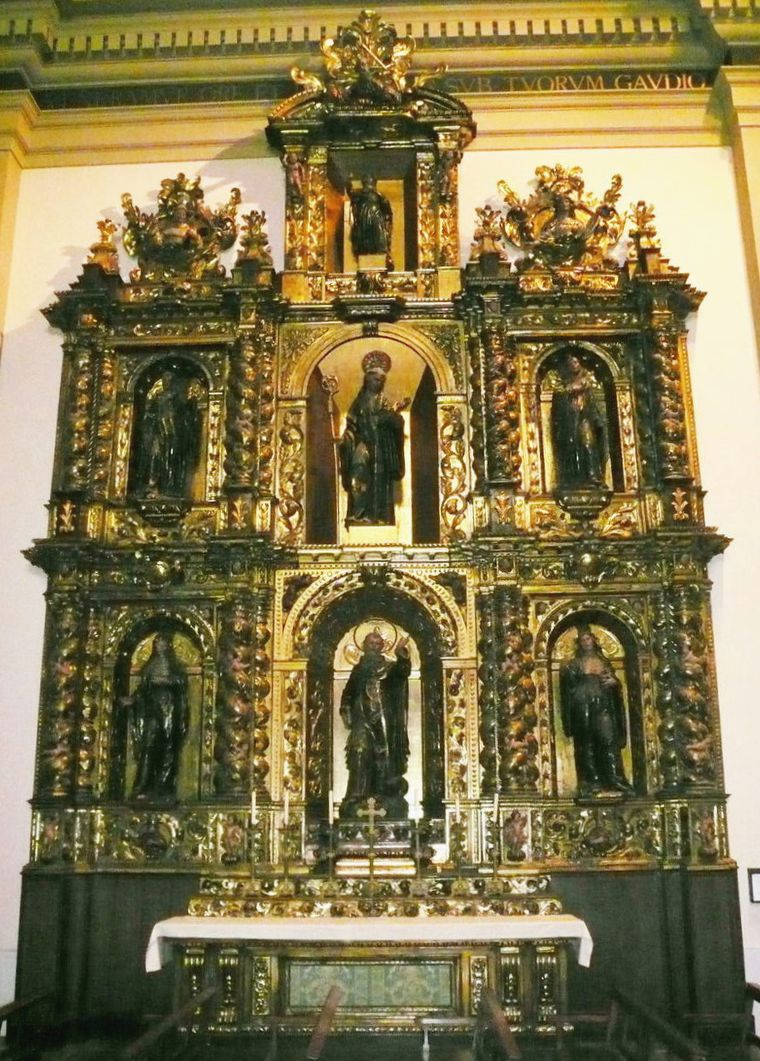
Retaule de Sant Antoni i Santa Clara, Andreu Sala, 1686-1689, Parròquia de Sant Vicenç a Sarrià

- Retaule de Sant Crist dels Agudells (1685) (perdut).
- Sant Aleix de Santa Maria del Mar (1685) (perdut).
- Retaule major de Sant Francesc de Paula (1686) (perdut).
- Retaule major de Sant Antoni i Santa Clara (1686-1689) (conservat).
- Sant Francesc Xavier de la catedral de Barcelona (1687) (conservat).
- Sant Ignasi de la catedral de Barcelona (1688) (conservat).
- Sant Ignasi de la cripta de Betlem (1688) (perdut).
- Sant Ignasi de Santa Maria del Mar (1690) (perdut).
- Sant Gaietà de l'antic convent dels Teatins, ara al MNAC (1685-1690) (conservat).
- Figures de Verònica, Porta-creu, Simó Cirineu i un jueu del Pi (1692) (perduts).
- Retaule de Sant Crispí i sant Crispinià de l'antic convent de Sant Francesc (1696) (perdut)
- Retaule de Sant Abdó i Sant Senén al Pi (1698) (perdut).
- Retaule major de Sant Miquel de Cardona (1699-1705?) (perdut).

Obres atribuïdes estilísticament:
- Santa Lliberada del MNAC (ca. 1690) (conservada).
- Sant Guerrer del MNAC (ca. 1680-1700) (conservat).
- Retaule major del monestir de Pedralbes (1680-1700) (perdut).
- Sant Josep i el Nen del retaule major de Pedralbes (1680-1700?) (conservat).
- Cap de Sant Joan Baptista antiga col·lecció Güell (1680-1700?) (il·localitzable).
- Parella d'Atlans (potser del retaule de Sant Abdó i Senén? 1680-1700?) (il·localitzables).

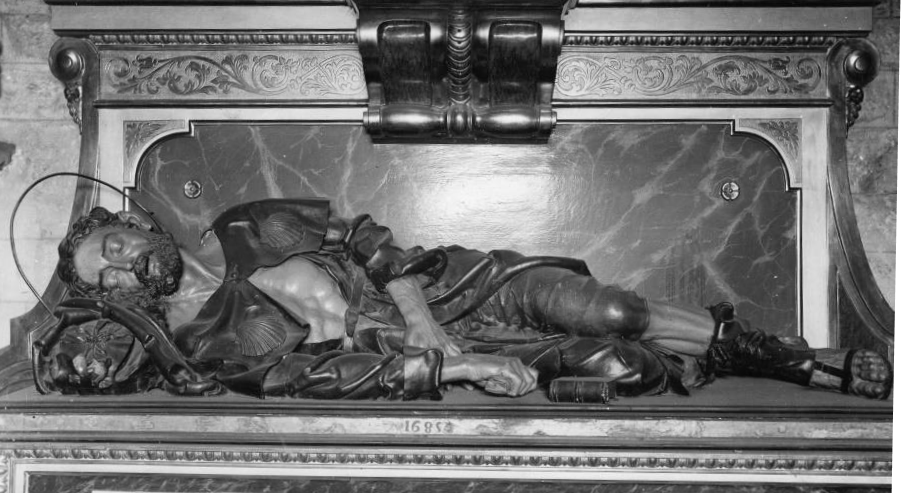
Sant Aleix, Andreu Sala, 1685, Santa Maria del Mar, IAAH, CB-2991
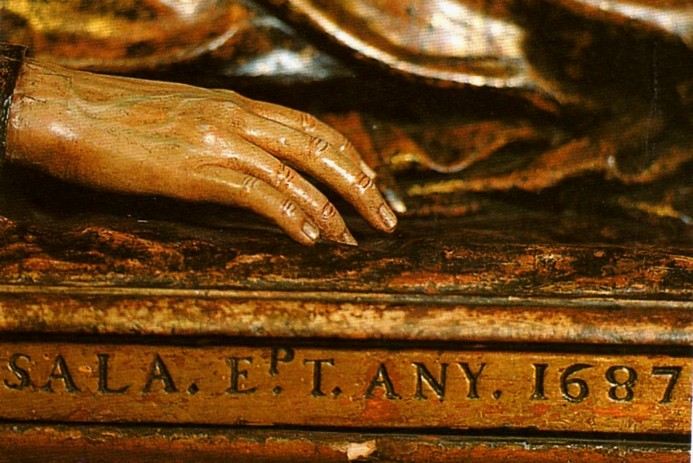
Mà de Sant Francesc Xavier i inscripció (detall), Andreu Sala, 1687, Catedral de Barcelona
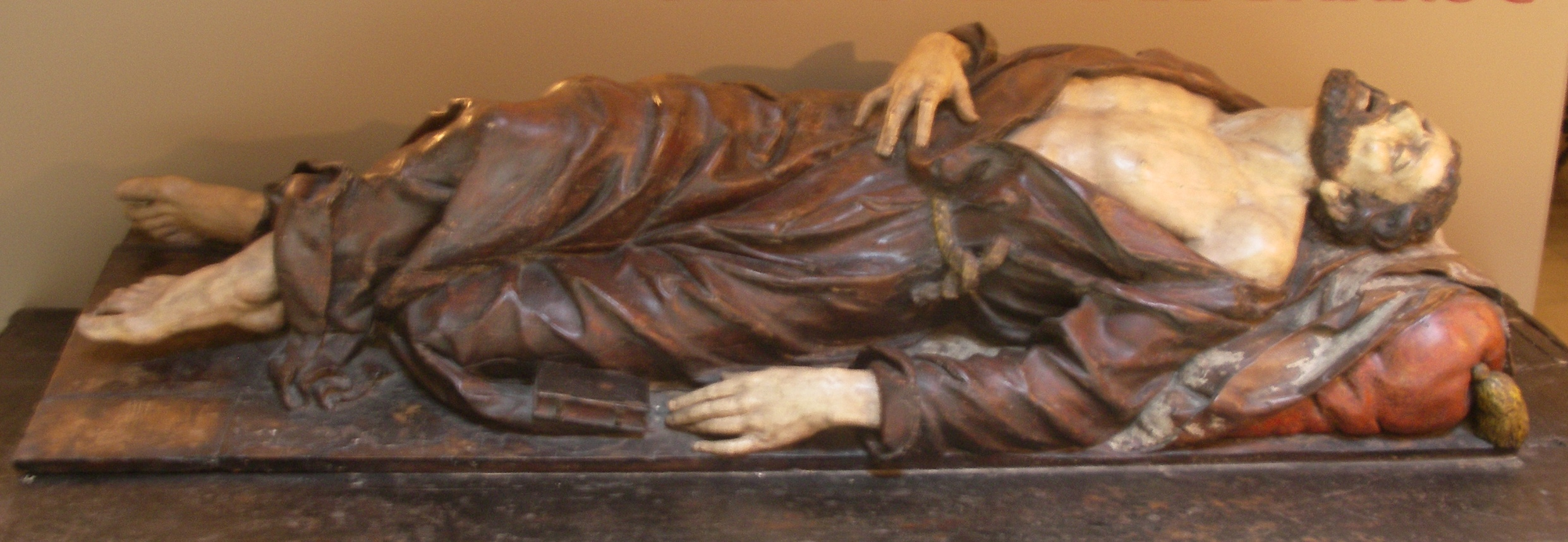
Sant Ignasi, Andreu Sala, 1688, Catedral de Barcelona, Capella de Santa Magdalena, Santa Isabel i Sant Bartomeu
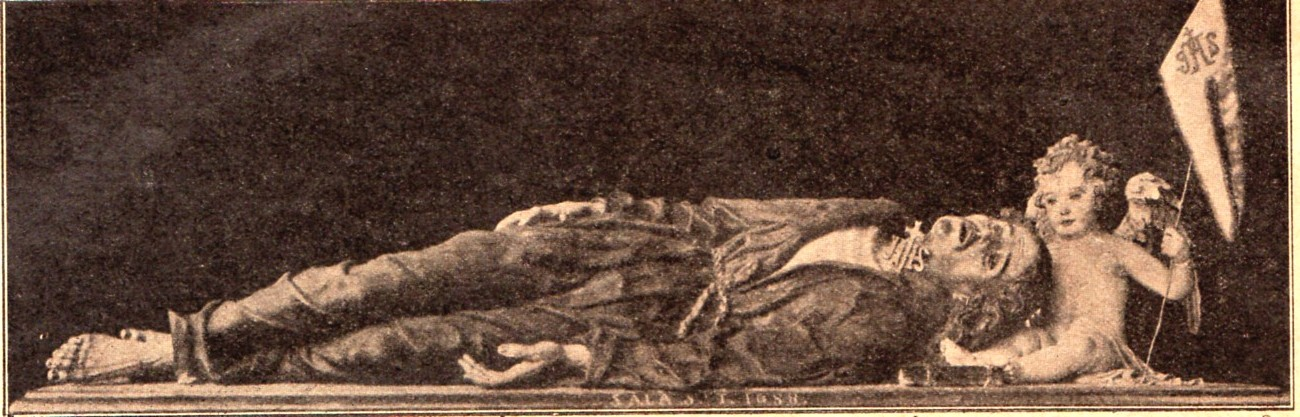
Sant Ignasi, Andreu Sala, 1688, Cripta de l'Església de Betlem de Barcelona, perdut el 1936
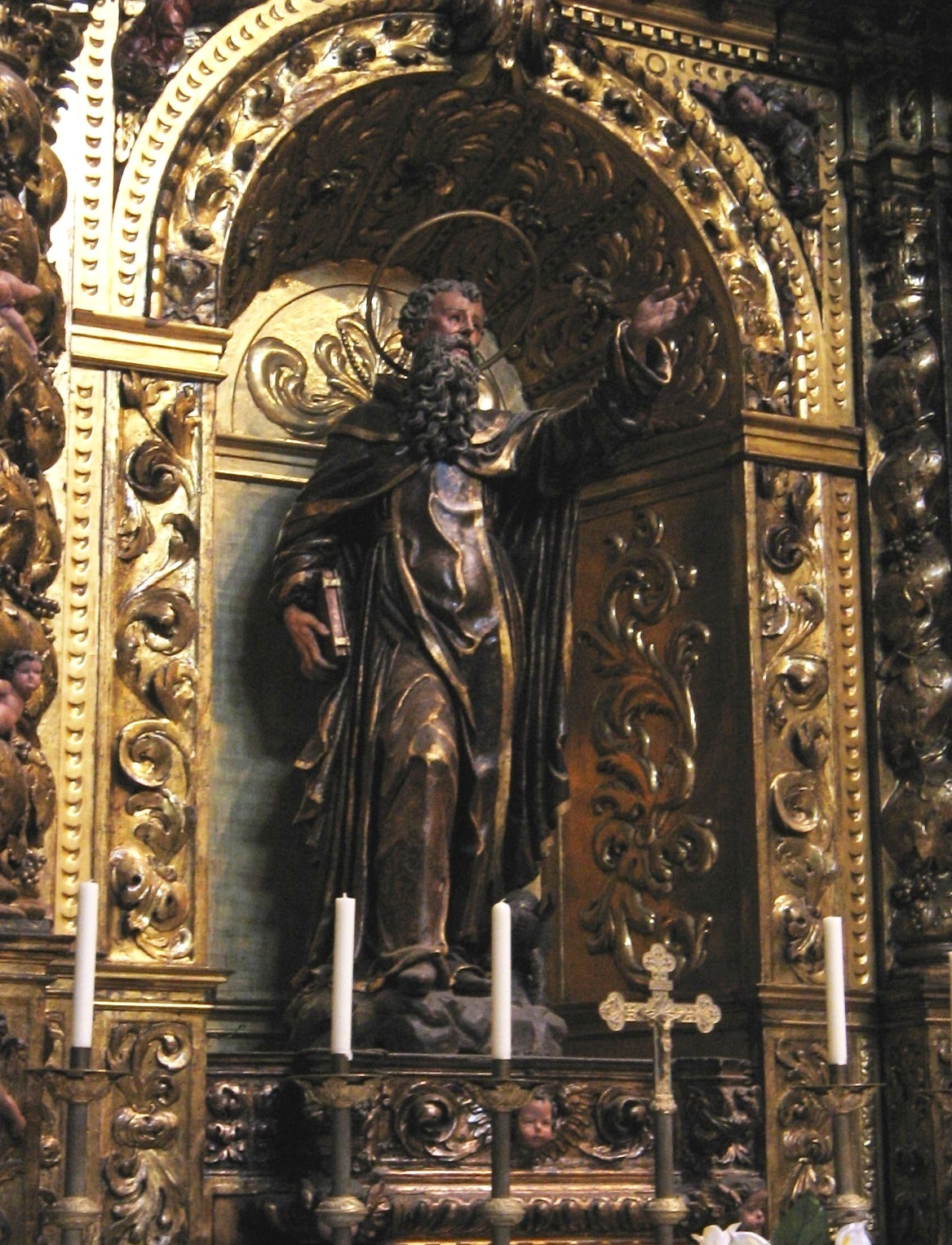
Sant Antoni, Andreu Sala, 1686-1689, figura titular del Retaule de Sant Antoni i Santa Clara, actualment a la Parròquia de Sant Vicenç de Sarrià a Barcelona
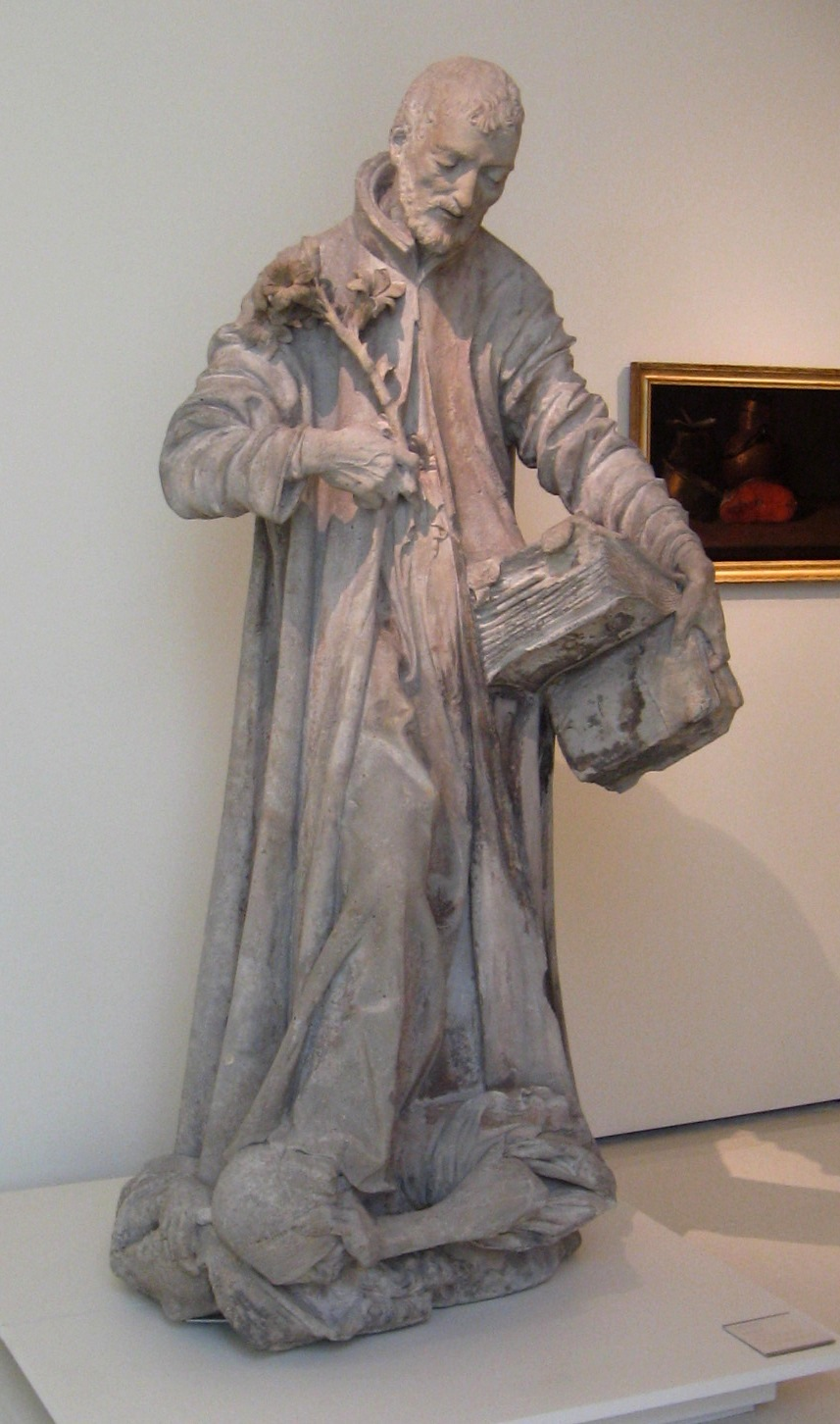
Sant Gaietà, Andreu Sala, 1685-1690, MNAC, antigament pertanyent al convent dels teatins de Barcelona
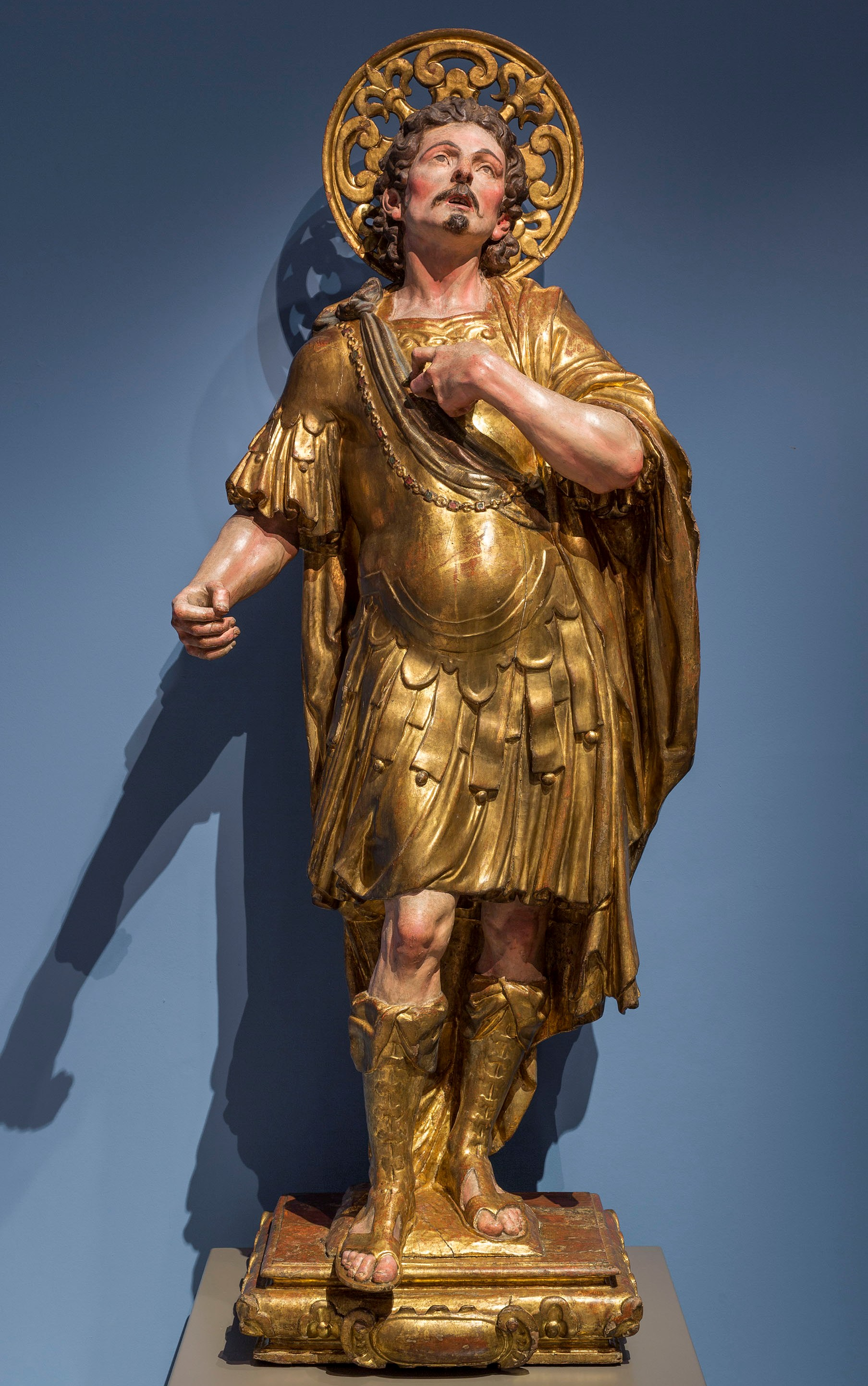
Sant Guerrer, Andreu Sala, 1680-1700, MNAC
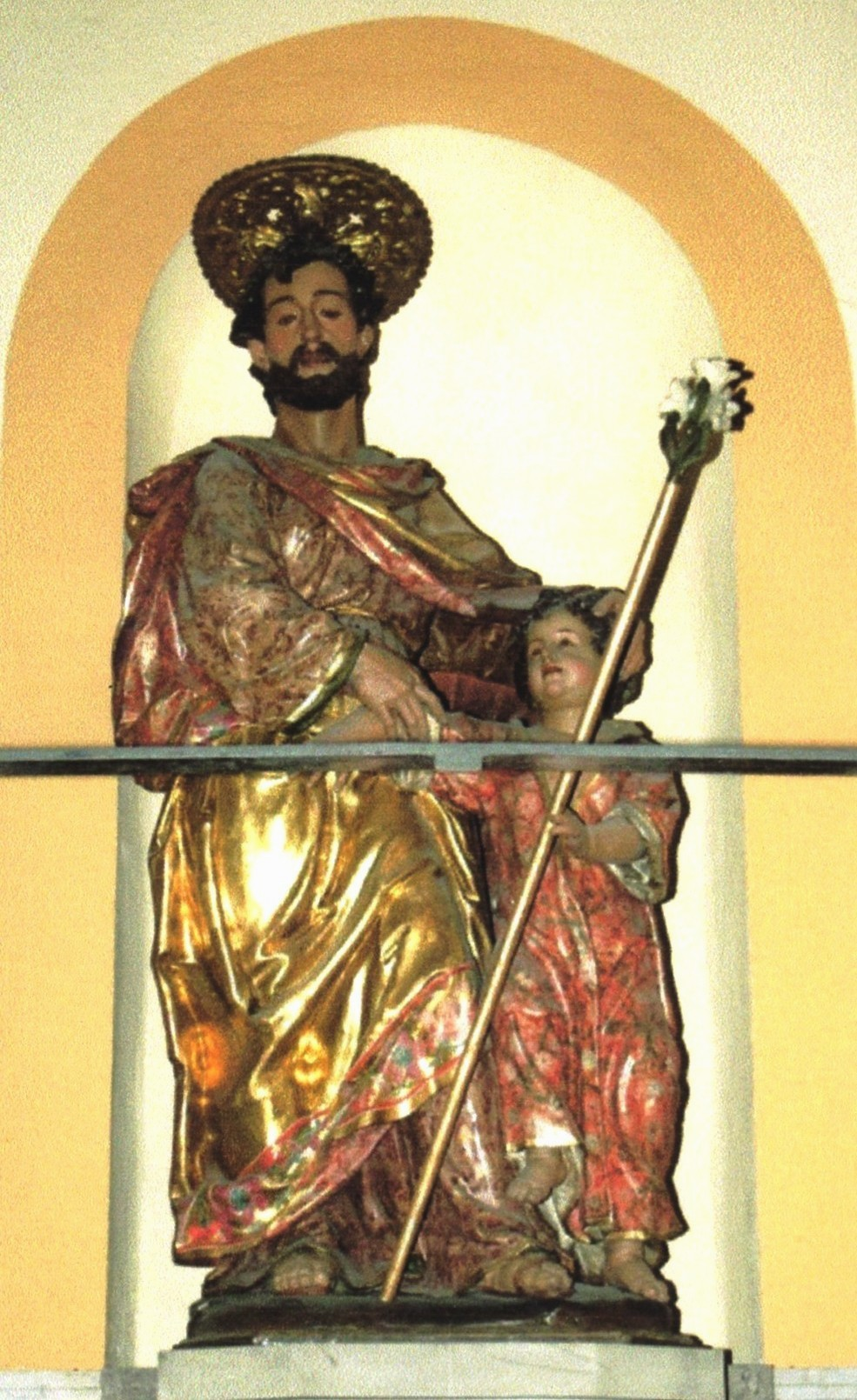
Sant Josep i el Nen, Andreu Sala, 1680-1700, pertanyent al desaparegut antic Retaule Major de Pedralbes